# Estructura profunda
Estructura profunda (o estructura-P) es uno de los niveles que reconocen los modelos representacionales de la gramática generativa transformacional. Su utilidad radicaba en ser una estructura primitiva y simple a partir de la cual pueden  realizarse las transformaciones (en el modelo estándar) o la operación "muévase-α" (en rección y ligamiento).
La estructura profunda se relaciona con la estructura superficial a través del llamado subcomponente transformacional del componente sintáctico. Es el tipo de relación que, por ejemplo, debe esperarse entre una oración activa y su forma pasiva. Por ejemplo, las oraciones "Antanas ama a Adriana" y "Adriana es amada por Antanas" significan lo mismo usando diferentes palabras.  Estos dos enunciados son estructuras superficiales que se derivan de una misma estructura profunda. Esta diferencia es la que permite distinguir el concepto de gramaticalidad del de aceptabilidad.
La estructura profunda es abandonada en el programa minimalista al descartarse la concepción representacional de la gramática por un modelo derivacional sin niveles internos. Técnicamente la estructura profunda de principios y parámetros coincidiría con el primer estado del proceso derivacional que lleva a la forma realmente pronunciada (que sería similar a la estructura superficial).

## Estructura profunda en la teoría estándar
En la teoría estándar, la estructura profunda se deriva de las reglas presentes en el subcomponente base del componente sintáctico. Se entiende en este modelo que la estructura profunda es una oración activa, declarativa, positiva y canónica a partir de la cual se realiza la interpretación semántica.

## Estructura profunda en rección y ligamiento
En rección y ligamiento, la estructura profunda es rebautizada como Estructura-P, dado que el término "profunda" acarreaba matices ajenos a las ideas de la teoría.
La estructura-P no se deriva de un conjunto de reglas, sino que es resultado de la proyección de determinadas unidades léxicas en el componente computacional. Esta proyección se da a través de la Teoría de la X' y de la Teoría-θ (o teoría temática).
A diferencia del modelo estándar, rección y ligamiento asigna interpretación semántica sobre la estructura-S (la estructura superficial renombrada), dejando como única función para la Estructura-P el ser la representación sobre la que se realizan los desplazamientos de constituyentes.